# Eduard Gritsun
Eduard Vjatjeslavovitj Gritsun, född den 4 februari 1976 i Rostov-na-Donu, Ryssland, är en rysk tävlingscyklist som tog OS-silver i lagförföljelsen vid olympiska sommarspelen 1996 i Atlanta. 